# Geonoma maxima
Geonoma maxima är en enhjärtbladig växtart som först beskrevs av Pierre Antoine Poiteau, och fick sitt nu gällande namn av Carl Sigismund Kunth. Geonoma maxima ingår i släktet Geonoma och familjen Arecaceae.

## Underarter
Arten delas in i följande underarter:
- G. m. ambigua
- G. m. chelidonura
- G. m. maxima
- G. m. spixiana